# Mount Bor
Mount Bor är ett berg i provinsen British Columbia i Kanada. Det ligger i Valhalla Ranges och namnet är taget från den nordiska mytologin där Bor är Odens far. Toppen av Mount Bor ligger 2 781 meter över havet.